# Бурунди на Летњим олимпијским играма 2008.
Бурундију је ово било четврто учешће на Летњим олимпијским играма. На Олимпијским играма 2008. у Пекингу представљало га је троје спортиста (један мушкарац и две жена) који су се такмичили у два спорта. Најстарији учесник на овим и укупно на свим играма на којима је Бурунди до сада учествовао је био атлетичар Joachim Nshimirimana (35 год. и 224 дана), а најмлађа је била пливачица Elsie Uwamahoro (19 год и 297 дана) .
Спортисти Бурундија на овим играма нису освојили ниједну медаљу.

## Учесници по дисциплинама
| Спорт      | Мушкарци | Жене | Укупно |
| ---------- | -------- | ---- | ------ |
| Атлетика   | 1        | 1    | 2      |
| Пливање    | 0        | 1    | 1      |
| Укупно (2) | 1        | 2    | 3      |

## Резултати

### Атлетика

#### Мушкарци
| Атлетичар Лични рекорд        | Дисциплина | Група    | Група | Четвртфинале | Четвртфинале | Полуфинале | Полуфинале | Финале   | Финале  | Детаљи |
| Атлетичар Лични рекорд        | Дисциплина | Резултат | Место | Резултат     | Место        | Резултат   | Место      | Резултат | Место   | Детаљи |
| ----------------------------- | ---------- | -------- | ----- | ------------ | ------------ | ---------- | ---------- | -------- | ------- | ------ |
| Joachim Nshimirimana, 2:13:31 | маратон    |          |       |              |              |            |            | 2:29:55  | 68 / 98 |        |

#### Жене
| Атлетичарка Лични рекорд        | Дисциплина | Група    | Група     | Четвртфинале | Четвртфинале | Полуфинале | Полуфинале | Финале            | Финале  | Детаљи |
| Атлетичарка Лични рекорд        | Дисциплина | Резултат | Место     | Резултат     | Место        | Резултат   | Место      | Резултат          | Место   | Детаљи |
| ------------------------------- | ---------- | -------- | --------- | ------------ | ------------ | ---------- | ---------- | ----------------- | ------- | ------ |
| Francine Niyonizigiye, 16:55,32 | 5.000 м    | 17:08,44 | 15 у гр 1 |              |              |            |            | Није се пласирала | 29 / 32 |        |

## Пливање

#### Жене
| Пливачица Лични рекорд | Дисциплина    | Група | Група    | Полуфинале        | Полуфинале        | Финале            | Финале  | Детаљи |
| Пливачица Лични рекорд | Дисциплина    | Време | Пласман  | Време             | Пласман           | Време             | Пласман | Детаљи |
| ---------------------- | ------------- | ----- | -------- | ----------------- | ----------------- | ----------------- | ------- | ------ |
| Elsie Uwamahoro, 39,79 | 50 м слободно | 36,86 | 7 у гр 2 | Није се пласирала | Није се пласирала | Није се пласирала | 86 / 92 |        |